# ستيفن دبليو شيرير
ستيفن دبليو شيرير (بالإنجليزية: Stephen W. Scherer)‏ (و. 1964  م) هو باحث، وأستاذ جامعي، وعالم وراثة كندي، ولد في وندسور.

## التعليم
تعلم في جامعة تورنتو.

## جوائز
حصل على جوائز منها:
- زمالة الجمعية الملكية الكندية
- زمالة الجمعية الأمريكية لتقدم العلوم.